# Sadelexpressen
Sadelexpressen är en kopplingsbar sexstolslift i Åre, försedd med både huvar och sätesvärmare (värmeslingor i sitsen som aktiveras medan stolen förs längs dalstationen, och skall därefter hålla stolssätena varma hela vägen upp) – först i Sverige av detta slag. Nedfällning av huvarna sköts manuellt av passagerarna (uppfällning automatiskt vid avstiget, men även möjligt manuellt) och för tomma stolar sker en automatisk ned-/uppfällning vid respektive station.
Sadelexpressen invigdes den 21 december 2013, av handelsminister Ewa Björling och Skistar Åres destinationschef Niclas Sjögren Berg, men öppnades dagen före. Sadelexpressen ersatte den gamla ankarliften Sadelliften från 1984, och sträckningen är mer än en halv kilometer längre; från Högåsliftens dal, via passage över Totthummelns nordöstra sluttning, upp till den nedmonterade Sadelliftens topp. Den blev Åre Björnens första sittlift, och är tillverkad/byggd av Leitner Ropeways med systerföretaget Taubane Teknikk.
Tre år innan bygget av Sadelexpressen breddades några nedfarter, främst Viksvängen, och utöver den mer än fördubblade kapaciteten än den gamla liften var huvudsyftet med den nya att göra tillhörande nedfarter lättillgängliga för att skapa en attraktiv utförsåkning i dessa eftersom den gamla liften mest användes som transportlift (via Högåsliften) från Björnen till Åre By. Innan påbörjad montering av liftens toppstation (drivstationen) gjordes en liten bergsvägg genom sprängning av sluttningen bakom för att kunna skydda liften lite extra mot Åretraktens ökända västvind, och sommaren 2014 jämnades den kullen till på dess andra sida för att smidiggöra åkningen/anslutningen direkt över till Viksvängen från avstigningen hos den samtidigt byggda Fjällgårdsexpressen.

## Historia och bakgrund
Projektet med Sadelexpressen aktualiserades efter Alpina VM 2007, en sexstols expresslift (i huvudsak av standardtyp) – men våren 2011 hade planen förändrats till att istället bygga en kopplingsbar gondolbana, vars dragning skulle utökas med en cirka 700 meter lång delsträcka nerifrån E14 i byn Vik (vid Björnänge), med en vinklad mellanstation vid Högåsen. Till detta skulle också en bilparkering anläggas invid E14 och dalstationen. Våren 2012 avslogs det ärendet, dels för att Trafikverket krävde en rondell för ökad trafiksäkerhet men också för att det samtidigt kom protester från berörda markägare om delsträckan i fråga. (Senare samma år arkiverades även planen om en likadan installation vid Rödkullen.) Möjligheten ansågs ändå finnas kvar, men detta hade inneburit en flera år förlängd diskussion.
Den huvudsakliga sträckan Högåsen–Sadeln var betydligt mindre kontroversiell, och en kopplingsbar sexstolslift projekterades på nytt – så för att skynda på processen med att också kunna få respons på den sedan 2001 planerade stolliften från Fjällgården till Tott berg (Fjällgårdsexpressen), lämnades i oktober 2012 en ny detaljplan/ansökan in till Åre kommuns byggnadsnämnd för de båda liftarna. Vid beviljat bygglov skulle även en mångårigt planerad stollift i Tegefjäll kunna finansieras och byggas samtidigt (vilken blev Tegeliften), efter att ha förhandlat ned totalpriset gentemot vad enskilda satsningar per lift hade utgjort. Den 22 februari 2013 pressmeddelades det officiella godkännandet – och vidare efter beslut av Skistars styrelse blev den största liftinvesteringen på destination Åre sedan 1976 ett faktum, vilken hade kalkylerats till 125 miljoner kronor för själva liftarna (varav 55 för Sadelexpressen), gemensamt med två andra bolag.
För att göra även liftåkningen så attraktiv och bekväm som möjligt, dels med tanke på liftens längd, beslöts inför beställningen i början av mars att den skulle få både huvförsedda stolar och uppvärmda sitsar – en lifttyp som dessförinnan i Norden bara hade existerat hos den norska Skistar-destinationen Trysilfjellet. Den stora ytan vid Högåsen (dalstationen) utgjorde för övrigt inga problem med att anlägga liftens tillhörande stol-parkeringsgarage.

## Teknisk data
- Längd: 1 692 m
- Max hastighet: 5 m/s
- Max kapacitet: 2 800 personer/timme
- Fallhöjd: 311 m
- Antal stolar: 93 st
- Antal stolpar: 16 st
- Driveffekt: 462 kW